# Шам, Орхан
Орхан Шам (тур. Orhan Şam; 1 июня 1986 года, Зонгулдак) — турецкий футболист, выступающий на позиции защитника.

## Клубная карьера
Орхан Шам начинал свою карьеру футболиста в столичном клубе «Генчлербирлиги». 25 мая 2003 года он дебютировал в турецкой Суперлиге, выйдя на замену в домашнем поединке против «Самсунспора». За следующие 2 сезона Орхан провёл лишь 2 матча в рамках чемпионата и в конце августа 2005 года был отдан в аренду клубу Второй лиги «Мардинспор». Спустя год он перешёл в команду Первой лиги «Генчлербирлиги ОФТАШ», где являлся игроком основного состава. Команда по итогам чемпионата выиграла турнир и вышла в Суперлигу. Орхан отыграл за клуб, сменивший своё название на «Хаджеттепе», 2 сезона в главной турецкой лиге, а после вылета команды из неё вернулся в «Генчлербирлиги». 13 октября 2010 года Орхан забил свой первый гол на высшем уровне, выведя свою команду вперёд в домашней игре с «Истанбулом ББ». Он ещё трижды забивал в Суперлиге 2010/11, в том числе «Галатасараю» и «Фенербахче». В последний Орхан перешёл в июле 2011 года, где провёл следующие 2 сезона. В июле 2013 года он заключил соглашение с «Касымпашой», а спустя 3 года вернулся в «Генчлербирлиги».

## Достижения
«Генчлербирлиги ОФТАШ»
- Победитель Первой лиги Турции (1): 2006/07

 «Фенербахче»
- Обладатель Кубка Турции (2): 2011/12, 2012/13